# Hugues Du Tems
Jean-François-Hugues Du Tems, né à Reugney (Doubs) le 6 août 1745 et mort à Paris le 19 juillet 1811, est un ecclésiastique et historien français.

## Biographie
Il fait ses études à Besançon, puis poursuit des études de théologie à la Sorbonne où il est reçu docteur. Devenu vicaire général de Mgr Ferdinand de Rohan, il obtient un canonicat grâce à l'appui de Ferdinand de Rohan. Il publie les premiers volumes d'une histoire du clergé de France, en grande partie reprise à la Gallia Christiana. Il occupe à partir de 1782 la chaire d'histoire et de morale au Collège royal. Après les massacres de Septembre en 1792, il perd tous ses biens et décide de quitter Paris. Il est arrêté à Dôle comme prêtre réfractaire et expulsé vers la Suisse. Il se réfugie alors en Italie, où il reste pendant dix ans, pour ne revenir à Paris qu'en 1801. Pendant les dix dernières années de sa vie, il vit modestement de sa plume en publiant une biographie du duc de Malborough et en contribuant des articles au Journal des débats et au Répertoire de jurisprudence.  Il meurt, gravement malade et dans la misère, le 19 juillet 1811 à Paris.

## Publications
- Éloge de Pierre Du Terrail, appelé le chevalier Bayard sans peur et sans reproche (1770)
- Le Clergé de France, ou Tableau historique et chronologique des archevêques, évêques, abbés, abbesses et chefs des chapitres principaux du royaume, depuis la fondation des églises jusqu'à nos jours (4 volumes, 1774-1775) tome 1, tome 2, tome 3, tome 4
- Panégyrique de Saint-Louis, prononcé dans la chapelle du Louvre le 25 août 1780 (1781)
- Histoire de Jean Churchill, duc de Marlborough (3 volumes, 1805-1808) tome 1, tome 2, tome 3